# Айзель, Бернхард
Бернхард Айзель (нем. Bernhard Eisel, род. 17 февраля 1981, Фойтсберг, федеральная земля Штирия, Австрия) — австрийский профессиональный шоссейный велогонщик, выступающий за команду Qhubeka Assos.

## Достижения
2002
- 1-й на Radclassic-Gleisdorf
- 2-й на Вуэльта Кубы - ГК
- 2-й на Париж - Коррез - ГК

2003
- 1-й на этапе 4 Тура Лимузена
- 3-й на GP Erik Breukink - ГК
  - 1-й на этапе 2
- 7-й на Circuit Franco-Belge - ГК

2004
- 1-й на этапе 3 Criterium des Espoirs
- 1-й на Bad Ischl
- 5-й на Схелдепрейс

2005
- Вольта Алгарви
  - 1-й  - ОК
  - 1-й на этапах 1 и 4
- 1-й на этапе 1 Тура Швейцарии
- 1-й на этапе 4 Gran Prémio Internacional da Costa Azul

2006
- 1-й на этапе 4 Тура Катара
- 1-й на этапе 2 Вольта Алгарви
- 1-й на Grazer Altstadt Kriterium
- 1-й на Mayrhofen Europa-Kriterium
- 2-й на Три дня Де-Панне - ГК
  - 1-й  - ОК
  - 1-й на этапе 2a
- 5-й на Париж — Рубе
- 7-й на Гент — Вевельгем

2007
- 1-й на Lancaster Classic
- 1-й на Reading Classic
- 1-й на этапе 2 Вольта Алгарви
- 1-й на Linz criterium
- 3-й на Международном чемпионате Филадельфии по велоспорту
- 4-й на Туре Катара - ГК
- 8-й на Trofeo Palma

2008
- 1-й на Париж — Бурж
- 1-й на этапе 5 Вольта Алгарви
- 3-й на Reading Classic
- 4-й на Международном чемпионате Филадельфии по велоспорту
- 6-й на E3-Prijs Vlaanderen

2009
- 1-й на этапе 2 Тура Швейцарии
- 1-й на Welser Sparkassen Innenstadt-Kriterium
- 2-й на Кюрне — Брюссель — Кюрне
- 3-й на Чемпионате Австрии в групповой гонке
- 9-й на Схелдепрейс

2010
- 1-й на Гент — Вевельгем
- 1-й на этапе 1 (ТTT) Вуэльта Испании
- 7-й на Париж — Бурж
- 8-й на Омлоп Хет Ниувсблад
- 9-й на Париж — Тур

2011
- 7-й на Париж — Рубе
- 7-й на Гент — Вевельгем
- 8-й на Туре Катара - ГК

2012
- 3-й на E3 Харелбеке

2013
- 5-й на Туре Катара - ГК
- 7-й на Гент — Вевельгем
- 10-й на Милан — Сан-Ремо

2014
- 3-й на Чемпионате Австрии в групповой гонке

2017
- 1-й  на Арктической гонке Норвегии в ГрК

| ГК  | Генеральная классификация |
| ОК  | Очковая классификация     |
| ГрК | Горная классификация      |

## Статистика выступлений наГранд Турах
| Гранд Тур | 2003 | 2004 | 2005 | 2006 | 2007 | 2008 | 2009 | 2010 | 2011 | 2012 | 2013 | 2014 | 2015 | 2016 | 2017 |
| --------- | ---- | ---- | ---- | ---- | ---- | ---- | ---- | ---- | ---- | ---- | ---- | ---- | ---- | ---- | ---- |
| Джиро     | сход | -    | -    | -    | -    | -    | -    | -    | -    | 152  | -    | 138  | 143  | -    | -    |
| Тур       | -    | 131  | 143  | 108  | 121  | -    | 150  | 156  | 161  | 146  | -    | 126  | -    | 171  | 153  |
| Вуэльта   | -    | -    | сход | сход | -    | -    | -    | сход | -    | -    | -    | -    | -    | -    | -    |